# Saves the Day
I Saves the Day sono un gruppo musicale pop punk/emo statunitense formato a Princeton, New Jersey, nel 1994. Il gruppo è formato dal cantante e chitarrista Chris Conley, dal chitarrista Arun Bali, dal bassista Manuel Carrero e dal batterista Durijah Lang.

## Storia del gruppo
Dopo essersi formati con il nome Sefler nel 1994, i Saves the Day pubblicano il loro album di debutto, Can't Slow Down, nel 1998. Il disco è seguito da Through Being Cool nel 1999, contenente il loro primo singolo, Shoulder to the Wheel. Stay What You Are, pubblicato nel 2001, raggiunge la 100ª posizione della Billboard 200. È trascinato da due video di successo trasmessi su MTV2, pubblicati per i singoli At Your Funeral e Freakish, riuscendo a vendere oltre 200,000 copie. Dopo il successo di Stay What You Are, i Saves the Day firmano un contratto con la DreamWorks Records, la quale co-pubblica il loro successivo lavoro, In Reverie, assieme alla Vagrant Records. Il disco raggiunge la 27ª posizione della Billboard 200 e la 4^ della Top Independent Albums.
Il gruppo registra il suo quinto album, Sound the Alarm, nel 2005, senza un'etichetta. Dopo aver firmato un nuovo contratto con la Vagrant, l'album viene pubblicato nel 2006. Parte di una trilogia concettuale, Sound the Alarm è seguito dalla seconda parte, Under the Boards, pubblicato nel 2007. L'album finale sarà pubblicato nel 2009 ed avrà come titolo Daybreak.

## Formazione

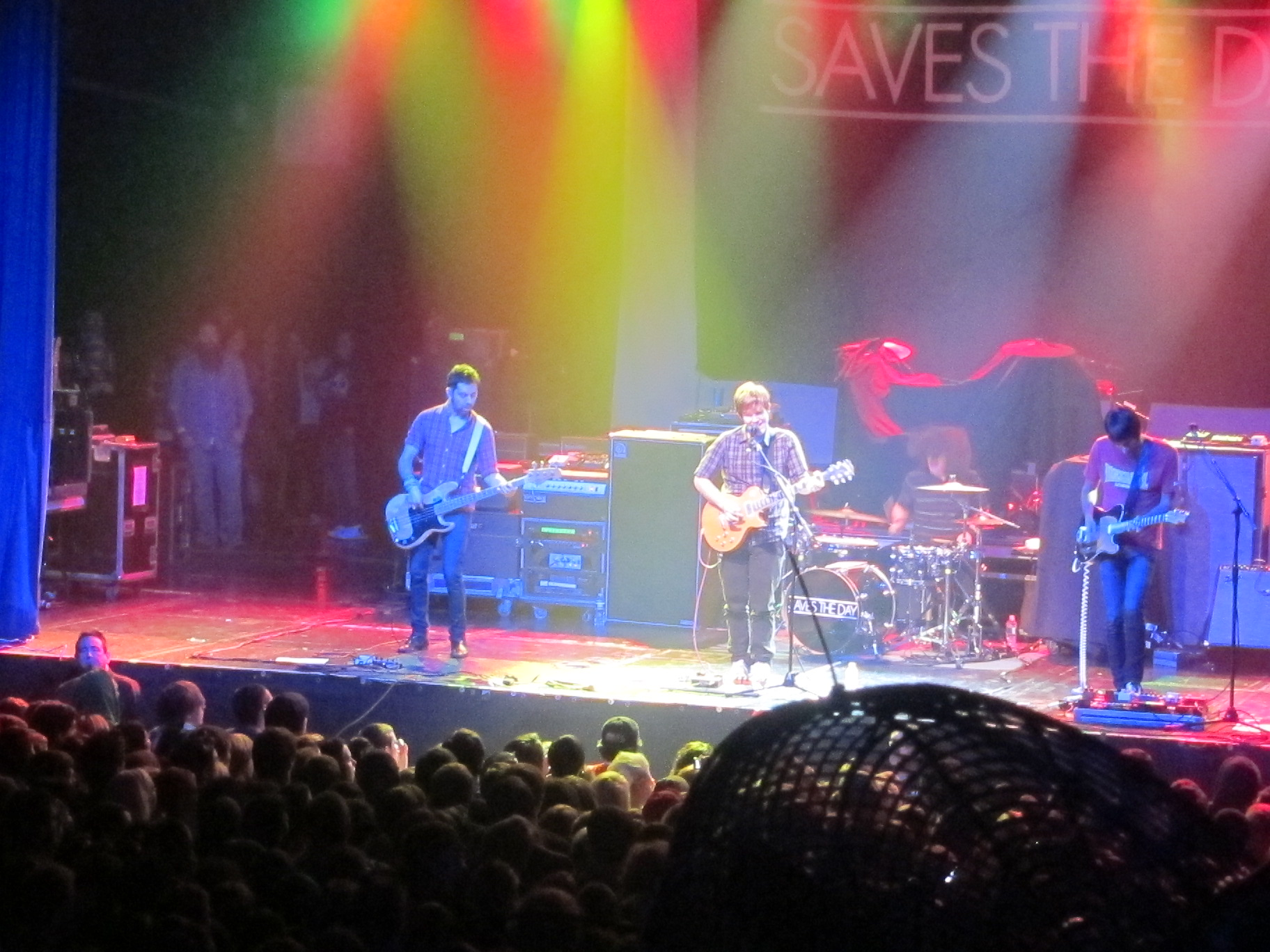
Saves the Day, 2010

### Formazione attuale
- Chris Conley – chitarra elettrica, voce (1994-presente)
- Arun Bali – chitarra (2009-presente)
- Rodrigo Palma – basso (2009-presente)
- Dennis Wilson – batteria (2013-presente)

### Ex componenti
- David Soloway – chitarra (1998-2009)
- Bryan Newman – batteria, percussioni (1997-2002)
- Eben D'Amico – basso, voce (1999-2005)
- Pete Parada – batteria, percussioni (2002-2007)
- Sean McGrath – basso (1998-1999)
- Ted Alexander – chitarra (1998-2002)
- Anthony Anastasio (1997)
- Justin A Gaylord III (1997)

## Discografia

### Album in studio
- 1998 – Can't Slow Down
- 1999 – Through Being Cool
- 2001 – Stay What You Are
- 2003 – In Reverie
- 2006 – Sound the Alarm
- 2007 – Under the Boards
- 2011 – Daybreak
- 2013 – Saves the Day
- 2018 – 9

### Raccolte
- 2001 – Saves the Day
- 2004 – Ups & Downs: Early Recordings and B-Sides
- 2008 – Sound the Alarm/Stay What You Are
- 2008 – Big Sessions

### EP
- 1997 – Saves The Day
- 1999 – I'm Sorry I'm Leaving
- 2006 – Bug Sessions Volume One
- 2008 – Bug Sessions Volume Two
- 2008 – Bug Sessions Volume Three
- 2010 – 1984 EP

### Split
- 2011 – Bayside/Saves the Day/I Am the Avalanche/Transit

### Singoli
- 1998 – The Choke
- 2000 – Shoulder to the Wheel
- 2002 – At Your Funeral
- 2002 – Freakish
- 2003 – Anywhere with You
- 2006 – Eulogy
- 2006 – The End
- 2007 – Can't Stay the Same
- 2011 – Living Without Love
- 2014 – The Tide of Our Times
- 2018 – Rendezvous
- 2018 – Kerouac & Cassady
- 2018 – Side by Side